# Nystalea olivescens
Nystalea olivescens är en fjärilsart som beskrevs av Paul Dognin 1916. Nystalea olivescens ingår i släktet Nystalea och familjen tandspinnare. Inga underarter finns listade i Catalogue of Life.